# Coristanco

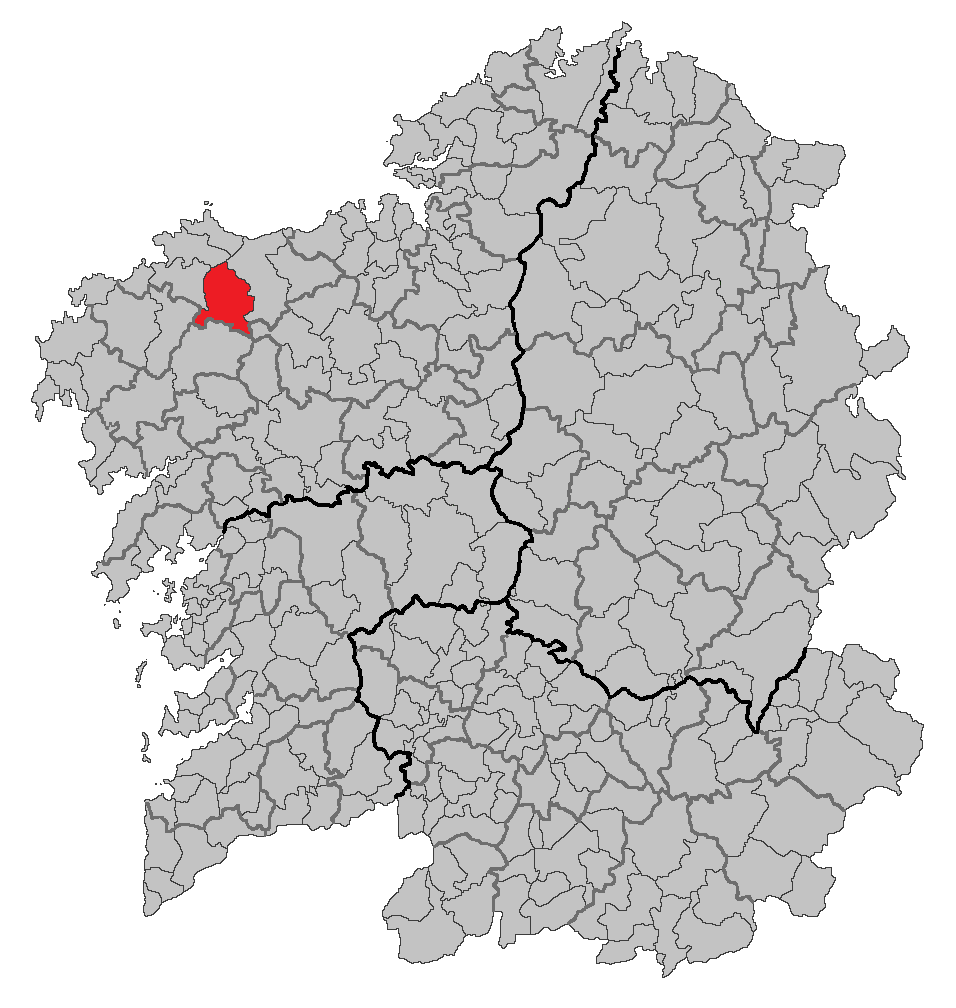
Localização de Coristanco

Coristanco é um município da Galiza na província da Corunha, de área 700 km² com população de 7765 habitantes (2004) e densidade populacional de 99,77 hab/km².
http://www.coristanco.net/

## Demografia
| Variação demográfica do município entre 1991 e 2004 | Variação demográfica do município entre 1991 e 2004 | Variação demográfica do município entre 1991 e 2004 | Variação demográfica do município entre 1991 e 2004 |
| --------------------------------------------------- | --------------------------------------------------- | --------------------------------------------------- | --------------------------------------------------- |
| 1991                                                | 1996                                                | 2001                                                | 2004                                                |
| 9334                                                | 8416                                                | 7962                                                | 7765                                                |